# Transports Bordeaux Métropole

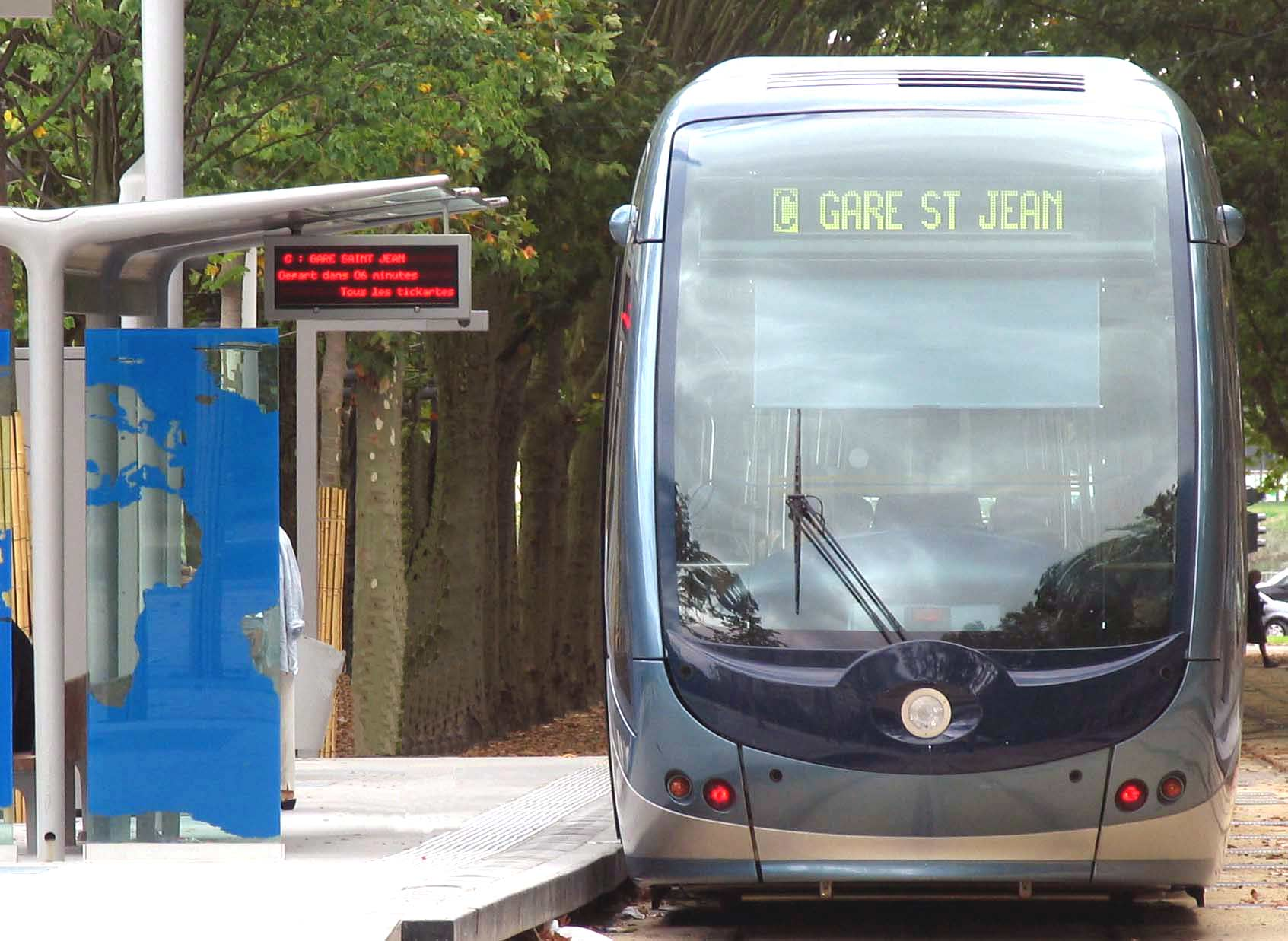
Tram snodato Alstom "Citadis 402" impegnato sulla linea C

Transports Bordeaux Métropole, più nota con la sigla TBM, è l'azienda francese che dal luglio 2004 gestisce il trasporto pubblico nei 27 comuni costituenti la "Comunità urbana di Bordeaux".

## Organizzazione del servizio
La Comunità urbana definisce il tracciato delle linee, la frequenza dei passaggi, la politica tariffaria, supporta i grossi investimenti e controlla la gestione dell'operatore.

## Esercizio
L'azienda dispone di tram ed autobus.
- La rete tranviaria, lunga 71 km, è costituita da 4 linee (A, B, C, D).
- La rete autobus è composta da 75 linee diurne (dalla n. 1 alla 96), 12 notturne (da S1 a S12) e una linea esercitata da una navetta elettrica nel centro storico della città.

## Parco aziendale
Nel 2004 l'azienda disponeva di 44 convogli tranviari della Alstom (38 Citadis 402, 6 Citadis 302) e 510 autobus (di cui 143 con l'impianto a gas e 6 navette elettriche).